# Quincy Miller
Pour les articles homonymes, voir Miller.
Quincy Miller, né le 18 novembre 1992, à Chicago, dans l'Illinois, est un joueur américain de basket-ball. Il évolue au poste d'ailier.

## Biographie

### Carrière universitaire
Le 10 avril 2012, il confirme son intention de poursuivre à l'université avec les Bears de Baylor pour sa saison de sophomore. Cependant, il revient sur sa décision et choisit de se présenter pour la draft 2012 de la NBA.

### Carrière professionnelle

#### Nuggets de Denver (2012-2014)
Il est sélectionné à la 38e position par les Nuggets de Denver. Il est représenté par Dwon Clifton de l'Envision Sports Agency en tant qu'agent. Durant la NBA Summer League 2012, il a des moyennes de 6,8 points et 5,2 rebonds par match avec Denver. Miller est présent dans l'effectif de Denver pour le début de saison même s'il n'a pas participé à plusieurs matchs de la présaison.
Le 13 novembre 2012, il est envoyé chez l'Energy de l'Iowa en D-League. Pour ses débuts en tant que professionnel, il termine sa première rencontre avec 17 points et 8 rebonds le 24 novembre contre le Skyforce de Sioux Falls en 27 minutes. Lors de son troisième match avec l'Energy, l'équipe remporte sa première victoire lors de son premier match à domicile de la saison, Miller réalise un double-double avec 17 points et 12 rebonds le 1er décembre. Après trois matchs en D-League où il a des moyennes de 14,0 points, 10,7 rebonds et 2,3 passes décisives en 29,0 minutes, les Nuggets rappellent Miller dans leur effectif le 2 décembre. Il fait ses débuts en NBA le 16 décembre contre les Kings de Sacramento. Le 27 décembre, il est renvoyé en D-League chez l'Energy de l'Iowa. Le 13 février, il est rappelé dans l'effectif des Nuggets. Sur la saison en D-League, il a des moyennes de 11,3 points et 6,8 rebonds en 23 rencontres.
Il participe à la NBA Summer League 2013 avec les Nuggets. Avant le début de sa seconde saison, son entraîneur Brian Shaw voit en Miller un potentiel comparable à celui de Paul George. Une fois que la saison a commencé, la seconde année du contrat de Miller est garantie. Le 27 décembre 2013, Miller établit son record de points en carrière avec neuf unités contre les Pelicans de La Nouvelle-Orléans. Avec Wilson Chandler qui souffre d'une blessure à l'aine, Miller est titularisé pour la première fois de sa carrière le 9 janvier 2014 contre le Thunder d'Oklahoma City où il est chargé de défendre sur Kevin Durant. Ce match est retransmis sur la télévision nationale américaine. Miller égalise son record de points sur un match en marquant de nouveau neuf points alors que Durant en marque 30 mais les Nuggets s'imposent 101 à 88. Pour sa deuxième titularisation, contre le Magic d'Orlando, Miller réalise son premier double-double en carrière en NBA en terminant la rencontre avec 16 points et 11 rebonds. Le 10 février, Miller est de nouveau titulaire mais cette fois au poste d'arrière aux côtés du meneur Ty Lawson et à la place de Randy Foye. À la fin du mois de mars, Wilson Chandler manque plusieurs matchs et Miller est à chaque fois dans le cinq majeur. Le 6 avril, Miller, titularisé à la place de Chandler, bat son record de points en carrière avec 19 points après une prolongation contre les Rockets de Houston.
Le 27 octobre 2014, Miller est libéré par les Nuggets juste avant le coup d’envoi de la saison régulière.

#### Bighorns de Reno/Kings de Sacramento (2014-2015)
Après avoir rempli son dossier pour entrer en D-League le 10 décembre 2014, Miller est sélectionné par les Bighorns de Reno le 12 décembre. Il est finaliste pour le titre de joueur du mois de décembre.
Le 17 janvier 2015, il signe un contrat de dix jours avec les Kings de Sacramento. Le 26 janvier, il signe un second contrat de dix jours avec les Kings. Le 4 février 2015, il est nommé dans l'équipe Futures All-star pour le NBA D-League All-Star Game 2015. À la fin de son second contrat de dix jours, il n'est pas conservé par les Kings le 10 février. Il retourne chez les Bighorns avec l'intention de joueur le D-League All-Star Game.

#### Pistons de Détroit (Fév.-Juil.2015)
Le 21 février 2015, il signe un contrat de dix jours avec les Pistons de Détroit. Le 27 février, il est envoyé en D-League chez le Drive de Grand Rapids. Après avoir été rappelé par les Pistons le 2 mars, il signe un second contrat de dix jours avec les Pistons le lendemain. Le 12 mars, signe un contrat de deux ans partiellement garantis avec les Pistons. Le 25 mars, il est renvoyé chez les Grand Rapids et est rappelé deux jours plus tard. Miller ne participe qu'à quatre matchs avec les Pistons.

#### Nets de Brooklyn (2015)
Le 13 juillet 2015, il est transféré aux Nets de Brooklyn contre Steve Blake.

#### En Europe
Miller quitte les États-Unis pour jouer avec des grands clubs européens. À l'Étoile rouge de Belgrade , il participe à l'Euroligue 2015-2016 et est sélectionné dans la deuxième équipe-type de la compétition. Il rejoint ensuite le Maccabi Tel-Aviv où il est souvent blessé et joue peu. En juillet 2017, il signe un contrat d'un an avec une année supplémentaire en option avec le club allemand du Brose Baskets.

## Palmarès
- Champion des Amériques des 18 ans et moins 2010